# Max Weber (político)

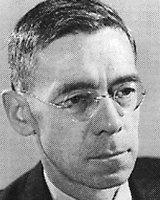
Max Weber

Max Weber (2 de agosto, 1897 - 2 de dezembro, 1974) foi um político suíço. Ele foi eleito para o Conselho Federal Suíço em 14 de dezembro. Ele era afiliado ao Partido Social Democrata. Dirigiu também Departamento de Finanças.